# Frampol
Pour les articles homonymes, voir Frampol (homonymie).
Frampol(prononciation : [bʲiwˈgɔraj])[Quoi ?] est une ville du powiat de Biłgoraj de la voïvodie de Lublin, dans le sud-est de la Pologne.
Elle est le siège administratif (chef-lieu) de la gmina urbaine-rurale appelée gmina de Frampol.
La ville se situe à environ 25 kilomètres au nord de Biłgoraj (siège du powiat) et 85 kilomètres au sud de Lublin (capitale de la voïvodie).
Sa population s'élevait à 1 475 habitants en 2013, en faisant une des plus petites villes de la région.

## Histoire
Frampol a été créée par Franciszka Butlera en 1705. En 1717, le propriétaire de la ville, Marek Antoni Butler, a donné au village le nom de sa femme (Franciszki), qui est devenu Franopole, Frampole puis Franopol.
L'idée de construire cette ville en "carré" fut donnée par un artiste, dont le nom est inconnu. Au centre se trouve la place du marché, de 225 mètres de côté.
Au cours de la Seconde Guerre mondiale, la ville subit des pertes considérables. Le 13 septembre 1939, l'aviation de l'Allemagne nazie y expérimenta de nouvelles bombes : 125 avions lâchèrent plus de 900 tonnes de bombes et détruisirent plus de 90 pour cent des bâtiments, tuant plus de 3 000 habitants. Pendant l'occupation de la ville, la population juive (3 000 personnes avant la guerre) fut déportée.
En 1993, Frampol retrouva son statut de ville. Elle vit à présent du commerce local.
De 1975 à 1998, la ville est attachée administrativement à la voïvodie de Zamość.

Depuis 1999, elle fait partie de la voïvodie de Lublin.

## Monuments et sites touristiques
- La caractéristique de la ville, construire en carré.
- Maison Stodolna de la première moitié du XIXe siècle.
- Le cimetière juif.
- Presbytère du XIXe siècle.
- Église paroissiale de type néo-gothique.

## Galerie

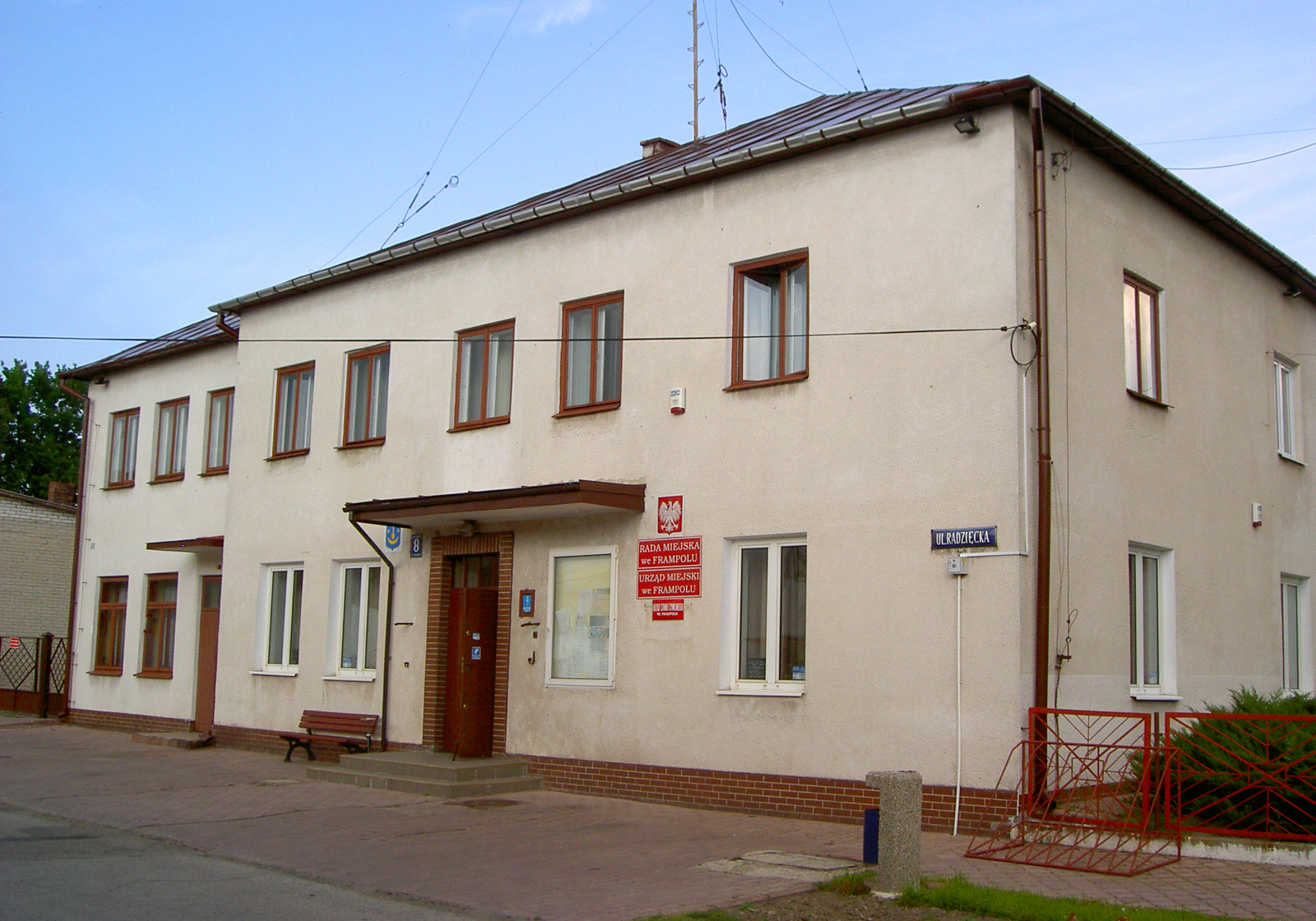
Hôtel de ville
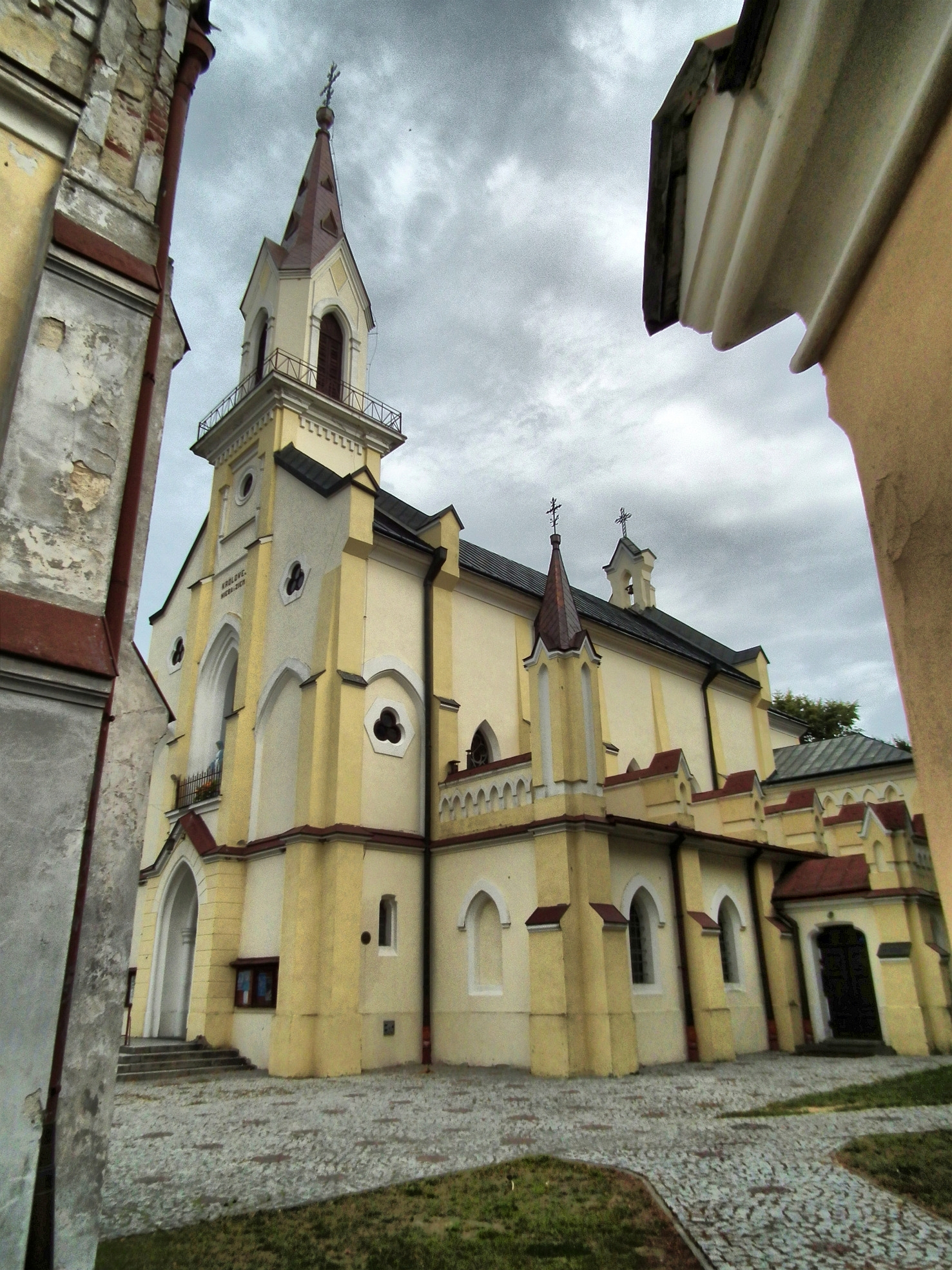
Eglise paroissiale Saint-Jean de Nepomuk et Notre-Dame du Scapulaire
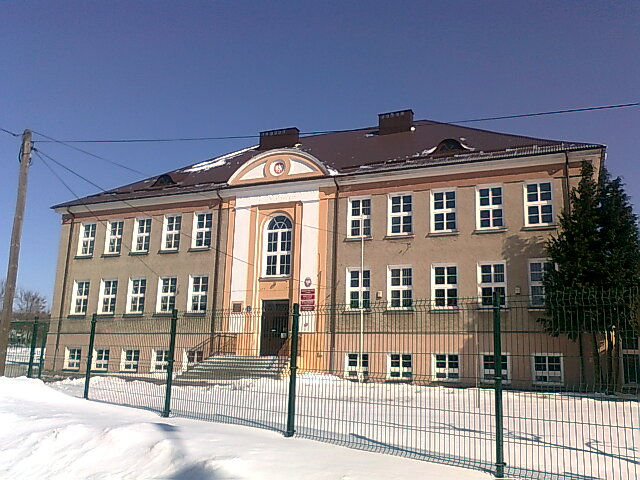
Ecole
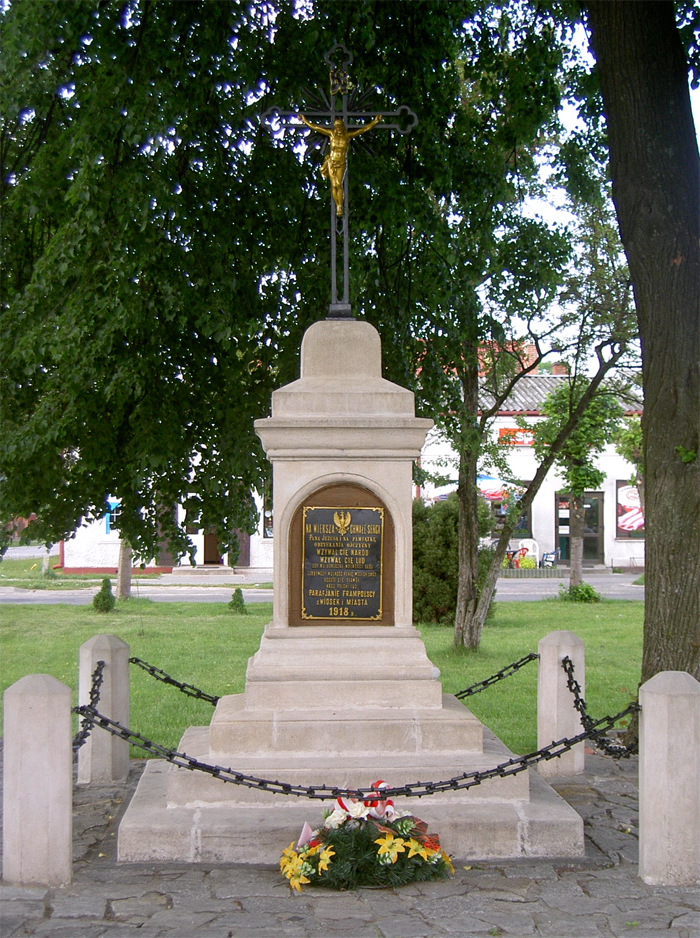
Monument (place du marché)
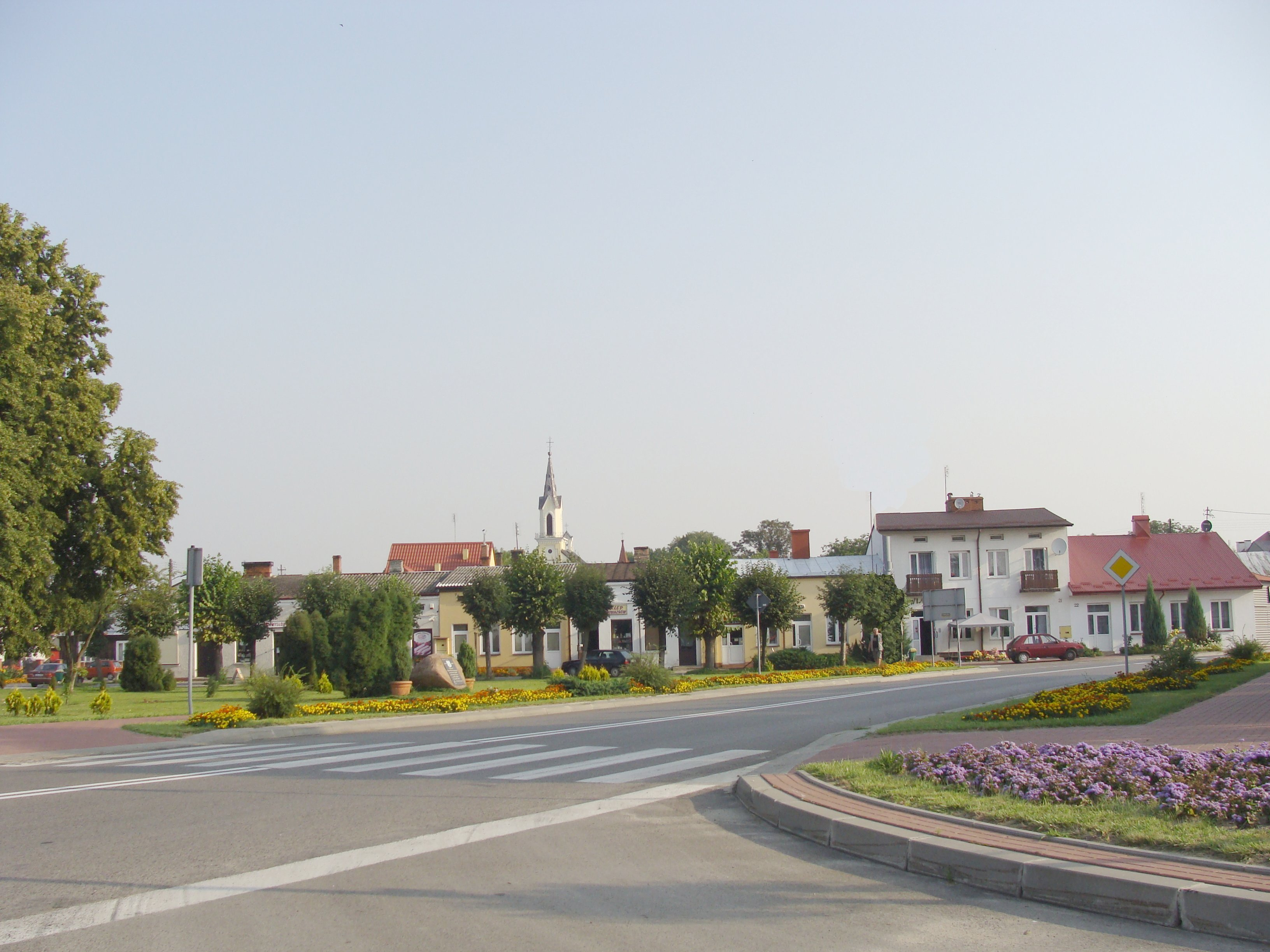
Frampol